# کپی پیش از چاپ

نسخه پیش از چاپ و نسخه نهایی چاپ شده

نسخهٔ پیش از چاپ یک کپی رایگان از کتاب است که توسط ناشر به کتابفروشان، کتابداران، روزنامه نگاران، مشاهیر یا دیگران قبل از این که آن کتاب رسماً چاپ و منتشر شود، اهدا می‌شود. این نسخه می‌تواند موجب گرفتن غلط‌ها توسط خوانندگان آزمایشی و یا تبلیغ آن شود. به خصوص که اگر روزنامه‌نگاران و مشاهیر دیگر پیش از انتشار کتاب، از آن تمجید کنند، فروشش افزایش خواهد یافت.